# Шорш Халід Саїд
Шорш Халід Саід (нар. 1965) — іракський дипломат. Надзвичайний і Повноважний Посол Іраку в Україні.

## Біографія
Народився у 1965 році в місті Ербіль (Ірак). У 1993 році закінчив Санкт-Петербурзький гірничий університет, магістр геодезії.
У 1993—1996 рр. — заступник керівника офісу зв'язків з громадськістю Союзу партій Курдистану;
У 1997—2007 рр. — представник Уряду Регіону Іракського Курдистану в Москві;
У 1999—2004 рр. — головний редактор газети «Новий Курдистан», яка виходить російською мовою в Москві;
У 2009 році отримав дипломатичний ранг Посла при Міністерстві закордонних справ Іраку;
З 27 серпня 2010 року Надзвичайний і Повноважний Посол Іраку в Києві.